# Вечност
Вечност е философско понятие, което в най-общ смисъл означава състояние, което не зависи от времето или с други думи няма нито начало, нито край във времето.
Понякога думата се свързва с безсмъртие. В религията богът съществува вечно, за него категориите минало, настояще и бъдеще не съществуват.

Известният актьор и режисьор Уди Алън обяснява така вечността: „Вечността е дълга. Особено към края.“ През 1965 година Айзък Азимов пише научнофантастичния роман „Краят на вечността“. Американският митолог Джоузеф Камбъл казва по този въпрос: 
| „ | Вечността не е нещо, което ще дойде. Вечността дори не е нещо продължително. Вечността няма нищо общо с времето. Вечността е онова измерение „тук и сега“, което изключва всякакво мислене във времеви граници. И ако не я постигнеш тук, никъде няма да я постигнеш. Проблемът с рая е, че там всичко е толкова хубаво, та дори не се сещаш за вечността. Само безкрайни наслади и ангелско блаженство. Но да изживееш вечността тук и сега - във всичко, - независимо дали я схващаш като добро или зло, е функция на живота. | “ |